# Hylobates pileatus
Il gibbone dal berretto (Hylobates pileatus Gray, 1861) è un primate appartenente alla famiglia degli Hylobatidae.

## Descrizione
Le femmine hanno le stesse dimensioni dei maschi. Il peso è tra i 6 e 7 kg. Il gibbone dal berretto mostra un chiaro dimorfismo sessuale nel colore. I maschi sono prevalentemente neri, con le dita e la zona genitale bianca, mentre le femmine hanno un colore prevalente grigio chiaro, con la sommità della testa, il ventre e le guance neri. In entrambi i sessi la faccia e la fronte sono circondati da un collare bianco.

## Biologia
Come gli altri gibboni è diurno, arboricolo e frugivoro, anche se la dieta può includere foglie e talvolta piccoli animali. Come quasi tutti i gibboni segnala vocalmente il proprio territorio. Vive in coppie monogame.

Areale di Hylobates pileatus (in rosa)

## Distribuzione
L'areale del gibbone dal berretto comprende la Thailandia sudorientale, la Cambogia occidentale e il Laos sudoccidentale ed è limitato a est dal Mekong. L'habitat, come per tutti i gibboni, è la foresta pluviale. Esiste una piccola comunità di gibboni dal berretto anche nel parco nazionale di Phu Quoc, Isola di Phu Quoc, Vietnam.

## Conservazione
A causa della deforestazione, che restringe progressivamente il suo habitat, la specie è stata posta dall'IUCN nella categoria Endangered  (EN) dal 2008.